# Gran Premi d'Austràlia del 2001
Resultats del Gran Premi d'Austràlia de Fórmula 1 de la temporada 2001 disputat al circuit urbà de Melbourne el 4 de març del 2001.

## Resultats
| Pos | No | Pilot                 | Equip              | Voltes | Temps/ Retirada  | Pos. de sortida | Punts |
| --- | -- | --------------------- | ------------------ | ------ | ---------------- | --------------- | ----- |
| 1   | 1  | Michael Schumacher    | Ferrari            | 58     | 1h 38' 26. 533   | 1               | 10    |
| 2   | 4  | David Coulthard       | McLaren - Mercedes | 58     | + 1.717 s        | 6               | 6     |
| 3   | 2  | Rubens Barrichello    | Ferrari            | 58     | + 33.491 s       | 2               | 4     |
| 4   | 16 | Nick Heidfeld         | Sauber - Petronas  | 58     | + 1' 11.479 min. | 10              | 3     |
| 5   | 11 | Heinz-Harald Frentzen | Jordan - Honda     | 58     | + 1' 12.807 min. | 4               | 2     |
| 6   | 17 | Kimi Räikkönen        | Sauber - Petronas  | 58     | + 1' 24.143 min. | 13              | 1     |
| 7   | 9  | Olivier Panis         | BAR - Honda        | 58     | + 1' 27.050 min. | 9               |       |
| 8   | 19 | Luciano Burti         | Jaguar - Cosworth  | 57     | + 1 Volta        | 21              |       |
| 9   | 22 | Jean Alesi            | Prost - Acer       | 57     | + 1 Volta        | 14              |       |
| 10  | 14 | Jos Verstappen        | Arrows - Asiatech  | 57     | + 1 Volta        | 15              |       |
| 11  | 18 | Eddie Irvine          | Jaguar - Cosworth  | 57     | + 1 Volta        | 12              |       |
| 12  | 21 | Fernando Alonso       | Minardi - European | 56     | + 2 Voltes       | 19              |       |
| 13  | 7  | Giancarlo Fisichella  | Benetton - Renault | 55     | + 3 Voltes       | 17              |       |
| Ret | 8  | Jenson Button         | Benetton - Renault | 52     | Part elèctrica   | 16              |       |
| Ret | 6  | Juan Pablo Montoya    | Williams - BMW     | 40     | Motor            | 11              |       |
| Ret | 12 | Jarno Trulli          | Jordan - Honda     | 38     | Motor            | 7               |       |
| Ret | 3  | Mika Häkkinen         | McLaren - Mercedes | 25     | Suspensions      | 3               |       |
| Ret | 5  | Ralf Schumacher       | Williams - BMW     | 4      | Col·lisió        | 5               |       |
| Ret | 10 | Jacques Villeneuve    | BAR - Honda        | 4      | Col·lisió        | 8               |       |
| Ret | 20 | Tarso Marques         | Minardi - European | 3      | Bateria          | 22              |       |
| Ret | 15 | Enrique Bernoldi      | Arrows-Asiatech    | 2      | Virolla          | 18              |       |
| Ret | 23 | Gaston Mazzacane      | Prost - Acer       | 0      | Frens            | 20              |       |

## Altres
- Pole: Michael Schumacher 1' 26. 892
- Volta ràpida: Michael Schumacher 1' 28. 214 (a la volta 30)
- Olivier Panis i Jos Verstappen van penalitzar 25 segons per no fer cas de les banderes grogues.
- El comissari de pista de 52 anys Graham Beveridge va morir a causa de les ferides rebudes com a resultat de l'accident entre Ralf Schumacher i Jacques Villeneuve.